# Nacho Calero
Ignacio Calero Pérez (Valencia, 5 luglio 1991) è un pilota motociclistico spagnolo, ritiratosi dall'attività agonistica.

## Carriera

### Europeo Stock 600
Calero fa il suo esordio internazionale nel 2008 partecipando al campionato europeo Superstock 600. In questa categoria disputa cinque stagioni consecutive fino al 2012 utilizzando sempre motociclette Yamaha tranne che nel Gran Premio di Valencia del 2009 in cui utilizza una Kawasaki. Sempre nel 2009 prende parte, in qualità di pilota wild card, al Gran Premio di Monza nel campionato italiano Supersport chiudendo la gara con un ritiro. Le migliori prestazioni nell europeo Stock 600, come risultati in gara, sono i due secondi posti consecutivi all'inizio della stagione 2012, nella classifica finale del campionato, sono i due noni posti conquistati nelle stagioni  2010 e 2012. Sempre nel 2012, disputa il Gran Premio di Imola nel CIV Stock 600, chiudendo al nono posto.

### Mondiale Supersport
Nel 2013 si trasferisce nel campionato mondiale Supersport alla guida di una Honda CBR600RR del team PTR Honda. Non ottiene punti validi per la classifica piloti. Nel 2014 è nuovamente nel mondiale Supersport con il team CIA Insurance Honda. I compagni di squadra sono Jack Kennedy e Raffaele De Rosa. Ottiene i primi punti in occasione del Gran Premio d'Australia e chiude la stagione al trentesimo posto. Nel 2015 inizia la stagione con il team CATBIKE/exit alla guida di una Kawasaki ZX-6R per poi tornare, a partire dal Gran Premio d'Aragona, ad una Honda del team Orelac Racing, ottiene tre punti nella gara finale di stagione. Nel 2016 è pilota titolare con lo stesso team con cui aveva terminato la stagione precedente, passando però a motociclette Kawasaki. Ottiene un punto in occasione del Gran Premio di Spagna in Aragona. Nel 2017 corre con lo stesso team e la stessa motocicletta della stagione precedente. Conquista dieci punti che gli consentono di chiudere al ventottesimo posto in classifica finale. Nel 2018 è nuovamente titolare in Supersport, con lo stesso team delle stagione precedenti. Ottiene un punto nella gara finale in Qatar. Nel 2019 inizia il quarto anno consecutivo con il team Orelac, conclude la stagione senza ottenere punti.
Terminata la carriera agonistica, si dedica alla gestione manageriale del team Orelac di cui prende la direzione a partire dal 2021.

## Risultati in gara nel mondiale Supersport
| 2013 | Moto  |    |     |    |    |    |    |    |    |    |    |    |     |    |  | Punti | Pos. |
| ---- | ----- | -- | --- | -- | -- | -- | -- | -- | -- | -- | -- | -- | --- | -- |  | ----- | ---- |
| 2013 | Honda | 19 | Rit | 21 | 20 | NC | 19 | 21 | AN | 27 | 28 | 21 | Rit | 22 |  | 0     |      |

| 2014 | Moto  |    |    |    |    |    |     |    |    |    |    |    |  |  |  | Punti | Pos. |
| ---- | ----- | -- | -- | -- | -- | -- | --- | -- | -- | -- | -- | -- |  |  |  | ----- | ---- |
| 2014 | Honda | 13 | 20 | 17 | 17 | NP | Rit | 23 | 20 | 22 | 18 | 19 |  |  |  | 3     | 30º  |

| 2015 | Moto             |     |  |    |    |     |    |    |    |    |    |    |    |  |  | Punti | Pos. |
| ---- | ---------------- | --- |  | -- | -- | --- | -- | -- | -- | -- | -- | -- | -- |  |  | ----- | ---- |
| 2015 | Honda e Kawasaki | Rit |  | 17 | 17 | Rit | 18 | 16 | 17 | 18 | 20 | 22 | 13 |  |  | 3     | 30º  |

| 2016 | Moto     |    |    |    |    |    |    |    |     |    |    |     |     |  |  | Punti | Pos. |
| ---- | -------- | -- | -- | -- | -- | -- | -- | -- | --- | -- | -- | --- | --- |  |  | ----- | ---- |
| 2016 | Kawasaki | 18 | 18 | 15 | 26 | 22 | 21 | 24 | Rit | 24 | 17 | Rit | Rit |  |  | 1     | 39º  |

| 2017 | Moto     |   |    |    |    |    |    |    |    |     |     |     |    |  |  | Punti | Pos. |
| ---- | -------- | - | -- | -- | -- | -- | -- | -- | -- | --- | --- | --- | -- |  |  | ----- | ---- |
| 2017 | Kawasaki | 9 | 13 | 18 | 19 | 21 | 22 | 16 | 18 | Rit | Rit | Rit | 17 |  |  | 10    | 28º  |

| 2018 | Moto     |    |     |    |    |    |     |    |     |     |    |    |    |  |  | Punti | Pos. |
| ---- | -------- | -- | --- | -- | -- | -- | --- | -- | --- | --- | -- | -- | -- |  |  | ----- | ---- |
| 2018 | Kawasaki | 18 | Rit | 17 | 17 | 22 | Rit | 21 | Rit | Rit | 24 | 20 | 15 |  |  | 1     | 36º  |

| 2019 | Moto     |    |    |     |    |    |    |    |    |    |     |    |    |  |  | Punti | Pos. |
| ---- | -------- | -- | -- | --- | -- | -- | -- | -- | -- | -- | --- | -- | -- |  |  | ----- | ---- |
| 2019 | Kawasaki | 17 | 18 | Rit | NP | 19 | 17 | 22 | 19 | 17 | Rit | NP | 21 |  |  | 0     |      |

| Legenda | 1º posto        | 2º posto            | 3º posto           | A punti      | Senza punti        | Grassetto – Pole position Corsivo – Giro più veloce |
| Legenda | Gara non valida | Non qual./Non part. | Ritirato/Non class | Squalificato | '-' Dato non disp. | Grassetto – Pole position Corsivo – Giro più veloce |